# Смольниковская (Холмогорский район)
Смольниковская — деревня в Холмогорском районе Архангельской области.

## География
Находится в центральной части Архангельской области на расстоянии приблизительно 7 км на северо-запад по прямой от районного центра села Холмогоры на левом берегу рукава Курополка реки Северная Двина.

## История
Известна с 1624 года, когда здесь была построена первая Сергиевская церковь. В 1859 году здесь (тогда деревня Холмогорского уезда Архангельской губернии) было учтено 8 дворов, в 1905 — 8. До 2022 года входила в Холмогорское сельское поселение до его упразднения.

## Достопримечательности
Две церкви: каменная Сергиевская и новодельная деревянная иконы Божией Матери «Умиление».

## Население
Численность населения: 52 человека (1859 год), 37 (1905), 12 (русские 100 %) в 2002 году, 4 в 2010.